# Битка код Горанског
Битка код Горанског вођена је 4. јуна 1877. године између турске и црногорске војске. Део је Црногорско-турског рата, а завршена је турском победом.

## Битка
Лева колона северне турске војске у јачини од 10 батаљона ојачаних топовима наступала је правцем Гацко-Равно-Горанско са задатком да деблокира опседнуту посаду Горанског јачине 300 војника и 4 топа. Војвода Петар Вукотић затворио је правац према Пиви са 7 батаљона под командом Лазара Сочице, а 3 батаљона под командом Пеке Павловића поставио је у простору Горански-Крстац. Турци су у рејону Горанског дочекани снажном ватром Црногораца. Након четворочасовне борбе, Црногорци се повлаче на Пресеку у кланцу Дуги.